# Armin Rudolph
Armin Rudolph (* 17. September 1958 in Leipzig; † 7. März 2023 ebenda) war ein deutscher Bibliothekar sowie ehrenamtlicher Archäologe und Bodendenkmalpfleger mit dem Schwerpunkt Ur- und Frühgeschichte Mitteldeutschlands.

## Leben und Wirken
Armin Rudolph studierte ab 1978 an der Fachschule für wissenschaftliches Bibliothekswesen Leipzig (heute HTWK Leipzig), 1983 schloss er seine Ausbildung als Diplom-Bibliothekar für wissenschaftliche Bibliotheken ab. Anschließend arbeitete er bis 2022 in seinem Beruf an der Deutschen Bücherei in Leipzig (später Deutsche Nationalbibliothek).
Ab 1972 gehörte Rudolph der Arbeitsgemeinschaft für Ur- und Frühgeschichte im Naturkundemuseum Leipzig an, die der dort tätige Museologe Friedemann Winkler (1943–2022) in dem Jahr gegründet hatte. Ab den 1980er Jahren arbeitete er ehrenamtlich als in Fachkreisen anerkannter Archäologe und Bodendenkmalpfleger,  auf Rudolphs Arbeit gehen 524 archäologische Funde in Sachsen, Sachsen-Anhalt und Thüringen zurück. Schwerpunkte seiner Tätigkeiten waren die Auswertung der ehemaligen mitteldeutschen Braunkohlebergbaue sowie ab 1995 die Luftbildarchäologie.
Rudolph nahm mit eigenen Beiträgen an der 27. Tagung der Deutschen Quartärvereinigung 1994 in Leipzig sowie am 14. INQUA-Kongress 1995 in Berlin teil. Zu den Wissenschaftlern, mit denen Rudolph zusammengearbeitet hatte, zählten z. B. Axel von Berg, Madelaine Böhme, Lothar Eißmann, Harald Meller, Wil Roebroeks und Friedemann Schrenk. Er fertigte im Laufe seiner Tätigkeiten etwa 6.300 Fotografien u. a. von Funden, Fundstellen oder Baudenkmalen an, diese sind am Landesamt für Denkmalpflege und Archäologie Sachsen-Anhalt recherchierbar.

## Ehrung
Im Jahr 2001 erhielt Armin Rudolph zusammen mit drei anderen ehrenamtlichen Bodendenkmalpflegern den Gruppen-Denkmalpreis des Landes Sachsen-Anhalt.

## Schriften (Auswahl)
- zahlreiche Aufsätze in der Reihe Veröffentlichungen Naturkundemuseum Leipzig 4–18 (1987–1999), ISSN 1438-440X.
- mit Winfried Albert: Linienbandkeramische Siedlungsfunde von Wiederitzsch. In: Ausgrabungen und Funde. Archäologische Berichte und Informationen 27 (1982), Nr. 1, ISSN 0004-8127, S. 12–16.
- Archäologische Aspekte zur Geschichte von Wahren bei Leipzig im Mittelalter. In: Arbeits- und Forschungsberichte zur sächsischen Bodendenkmalpflege 33 (1989), ISSN 0402-7817, S. 289–308 (online).
- Ausgrabungen auf der Wüstung Pressen bei Rackwitz, Kr. Delitzsch. In: Ausgrabungen und Funde. Archäologische Berichte und Informationen 36 (1991), Nr. 1, S. 22–30.
- mit Wolfgang Bernhardt und Lothar Eißmann: Die Acheuléenfunde von Eythra bei Leipzig. In: Archäologisches Korrespondenzblatt 25 (1995), ISSN 0342-734X,  275–289.
- mit Wolfgang Bernhardt: Untersuchungen auf paläolithischen Fundplätzen der Tagebaue Delitzsch-Südwest und Breitenfeld. In: Arbeits- und Forschungsberichte zur sächsischen Bodendenkmalpflege 38 (1996), S. 9–12.
- mit Wolfgang Bernhardt: Altsteinzeitliche Fundstellen bei Bitterfeld und Löbnitz. In: Leipziger Geowissenschaften 5 (1997), ISSN 0948-1257, S. 167–173.
- mit Thomas Laurat und Wolfgang Bernhardt: Mittelpaläolithische Gerätefunde von Löbnitz, Ldkr. Delitzsch. In: Erkenntnisjäger. Kultur und Umwelt des frühen Menschen. Festschrift für Dietrich Mania. Band 2 (= Veröffentlichungen des Landesamtes für Archäologische Denkmalpflege, Sachsen-Anhalt, Landesmuseum für Vorgeschichte. Bd. 57), Museum für Vorgeschichte, Halle (Saale) 2003, ISBN 978-3-910010-69-7, S. 495–507.
- mit Enrico Brühl: Der mittelpaläolithische Artefaktkomplex aus dem Tagebau Breitenfeld bei Leipzig. In: Praehistorica Thuringica 10 (2004), ISSN 1434-3576, S. 126–140.
- mit Thomas Laurat: Zu den Gerätetypen der altpaläolithischen Fundstelle Wallendorf. In: Archäologisches Korrespondenzblatt 34 (2004), S. 1–19.
- mit Lothar Eißmann: Die aufgehenden Seen im Süden Leipzigs. Metamorphose einer Landschaft. 2., aktualisierte und erw. Aufl., Sax-Verlag, Beucha 2006, ISBN 978-3-934544-27-7.
- Wüstungskirchen in Nordwestsachsen. In: Herbergen der Christenheit. Jahrbuch für deutsche Kirchengeschichte 31/32 (2010/2011), ISSN 0437-3014, S. 9–32.
- Die Skizzenbücher von Heinrich Georg Drescher als Quelle für ortsgeschichtliche Untersuchungen im Leipziger Land. In: Marcus Cottin, Gerald Kolditz, Beate Kusche (Hrsg.): Leipziger Stadtgeschichte. Jahrbuch 2016. Sax-Verlag, Beucha 2017, S. 197–242.
- Das Gebiet um Merseburg und Leipzig zur Thietmarzeit im Spiegel der Archäologie. In: Marcus Cottin, Lisa Merkel (Hrsg.): Thietmars Welt. Ein Merseburger Bischof schreibt Geschichte. Imhof, Petersberg 2018, ISBN 978-3-7319-0745-9, S. 194–210.
- mit Yves Hoffmann: Der Westturm der ehemaligen Ägidienkirche in Groitzsch. In: Denkmalpflege in Sachsen 2018. Mitteilungen des Landesamtes für Denkmalpflege Sachsen. Sandstein Verlag 2019, ISSN 0943-2132, S. 6–23.
- Mittelalterliche Herrensitze in der Elster-Luppe-Aue. In: Burgen und Schlösser Sachsen-Anhalt 29 (2020), ISSN 0944-4157, S. 308–368.
- Der mittelalterliche Turmhof in Blösien, Altkr. Merseburg. In: Burgen und Schlösser Sachsen-Anhalt 31 (2022), S. 317–384.